# Avitta leitmorensis
Avitta leitmorensis là một loài bướm đêm trong họ Noctuidae.